# Viktor Alonen
Viktor Alonen (russisch Виктор Алонен ‚Wiktor Alonen‘; * 21. März 1969 in Viljandi, Estnische SSR, Sowjetunion) ist ein ehemaliger estnischer Fußballspieler und jetziger -trainer.
Er spielte zuletzt beim FC Kuressaare. Der Mittelfeldspieler kam auf 71 offizielle Länderspiele für sein Heimatland und absolvierte auch 13 inoffizielle Spiel für Estlands Nationalelf.